# Заборье (Нижнеенангский сельсовет)
Заборье — упразднённая деревня в Кичменгско-Городецком районе Вологодской области.
Входила в состав Енангского сельского поселения, с точки зрения административно-территориального деления — в Нижнеенангский сельсовет.
Расстояние по автодороге до районного центра Кичменгского Городка — 66 км, до центра муниципального образования Нижнего Енангска — 14 км. Ближайшие населённые пункты — Подгородье, Федюнинская, Окулово.
По данным переписи в 2002 году постоянного населения не было.
8 августа 2020 года была упразднена.